# Margarites olivaceus
Margarites olivaceus is een slakkensoort uit de familie van de Margaritidae. De wetenschappelijke naam van de soort is voor het eerst geldig gepubliceerd in 1827 door Brown.